# ائتلاف چپ (فنلاند)
ائتلاف چپ حزبی سیاسی در فنلاند است. رهبر کنونی این حزب لی آندرسون است. این حزب عضوی از ائتلاف چپ سبز اسکاندیناوی است.
در انتخابات پارلمانی، این حزب تا نزدیک ده درصد آرا را کسب کرده‌است. در حال حاضر ائتلاف چپ ۱۹ نماینده در مجلس فنلاند (ادوسکونتا) و یک نماینده در مجلس اروپا دارد.